# Странска вас при Семичу
Странска вас при Семичу (словен. Stranska vas pri Semiču) је насељено место у општини Семич, регија Југоисточна Словенија, Словенија.

## Историја
До територијалне реорганизације у Словенији био је у саставу старе општине Чрномељ.

## Становништво
У попису становништва из 2011. године, Странска вас при Семичу је имао 60 становника.
| Број становника према пописима | Број становника према пописима | Број становника према пописима |
| ------------------------------ | ------------------------------ | ------------------------------ |
| 1991                           | 2002                           | 2011                           |
| 98                             | 65                             | 60                             |

Напомена: Године 1952. повећано за насеље Долењци, које је укинуто. Све до 1955. године исказивано под именом Странска вас.